# Brian Michael Bendis
Brian Michael Bendis é um roteirista americano de histórias em quadrinhos (em Portugal Banda Desenhada). É mais conhecido por seus trabalhos na editora Marvel Comics tais como Demolidor, Alias e The Pulse, além da sua série autoral, Powers. Em 2017, assinou um contrato para trabalhar na DC Comics, após mais de dezessete anos na Marvel.

## Carreira
Brian Michael Bendis passou boa parte da década de 1990 trabalhando para a Caliber Comics, onde conheceu muitos dos criadores com quem trabalharia futuramente, como David Mack, Michael Avon Oeming e Marc Andreyko. Através da Caliber, Brian lançou Fire em 1993, cinco edições de A.K.A. Goldfish em 1994 e Jinx em 1996. Posteriormente, passou a trabalhar na Image Comics, trazendo a série Jinx e produzindo Torso (com o co-roteirista Marc Andreyko) e Powers (com o artista Mike Avon Oeming, lançado no início de 2000).
A série de sua criação Powers, que foi publicada originalmente pela editora Image Comics, se transformou no primeiro título do selo Icon, criado para publicações autorais de colaboradores da Marvel.
Junto com o escritor escocês Mark Millar e o então editor da Marvel Bill Jemas, Bendis é responsável pela maior parte das criações do selo Ultimate Marvel, que reinventa os personagens tradicionais da editora para um novo público, sem a bagagem associada de anos de continuidade.
A criação de Bendis Alias inaugurou o selo Marvel Max voltado para leitores maduros.
Seu trabalho nas séries Powers, Alias, Daredevil e Ultimate Spider-Man lhe rendeu dois prêmios Eisner de "Melhor Escritor", em 2002 e em 2003.
Em novembro de 2017, foi anunciado que Bendis assinou um contrato de exclusividade para trabalhar na DC Comics, após mais de dezessete anos na Marvel. O roteirista, que escrevia quatro títulos regulares na Marvel, divulgou que as últimas edições assinadas por ele seriam Jessica Jones #18, Defenders #10, Ultimate Spider-Man #240 e Iron Man #600.
Em fevereiro de 2018, a DC Comics anunciou oficialmente detalhes da parceria com o escritor. Seu primeiro trabalho na DC é uma história em Action Comics #1000.  Em maio irá estrear a minissérie em seis volumes Man of Steel, e a partir de julho, Bendis passará a escrever os dois títulos regulares do Superman: Superman (que terá a numeração zerada) e Action Comics (a partir da edição #1001). Além disso, o "Jinxworld" retornará com as publicações de Powers, Scarlet, Torso, The United States of Murder e Jinx. Brian também será responsável por um novo selo dentro da editora.
Em 2021, Bendis anunciou que seu selo autoral, o Jinxworld, migrará para a editora Dark Horse, após o fim de seu contrato de exclusividade com a DC Comics.